# Discografia dei Pink Floyd
Questa pagina contiene la discografia dei Pink Floyd, gruppo musicale britannico. I dischi editi vengono indicati suddividendoli in: album, raccolte e cofanetti (box set) e singoli. Sono indicati inoltre gli album editi come colonne sonore complete di film, ed i video/film aventi per protagonisti i Pink Floyd.
Viene inoltre indicato un elenco dei brani musicali del gruppo britannico mai pubblicati nei loro album o singoli ufficiali (e nella maggior parte dei casi pubblicati in bootleg).

## Album

### Album in studio
| Anno                                                                          | Titolo | Classifiche | Classifiche | Classifiche | Classifiche | Classifiche | Classifiche | Classifiche | Classifiche | Classifiche | Classifiche | Classifiche | Classifiche | Classifiche | Classifiche | Certificazioni |
| Anno                                                                          | Titolo | UK          | AUS         | AUT         | CAN         | FIN         | FRA         | GER         | ITA         | NLD         | NOR         | NZ          | SWE         | SWI         | US          | Certificazioni |
| ----------------------------------------------------------------------------- | --- | ----------- | ----------- | ----------- | ----------- | ----------- | ----------- | ----------- | ----------- | ----------- | ----------- | ----------- | ----------- | ----------- | ----------- | --- |
| 1967                                                                          | The Piper at the Gates of Dawn - Pubblicazione: 5 agosto 1967 - Etichetta: EMI - Formati: LP, MC, CD, download digitale   | 6           | —           | —           | —           | —           | 15          | 48          | 16          | 46          | 10          | —           | 43          | 87          | 131         | - ITA: Oro - UK: Oro |
| 1968                                                                          | A Saucerful of Secrets - Pubblicazione: 29 giugno 1968 - Etichetta: EMI - Formati: LP, MC, CD, download digitale          | 9           | —           | —           | —           | —           | 10          | 57          | 24          | —           | —           | —           | —           | —           | —           | - ITA: Oro - UK: Oro |
| 1969                                                                          | More - Pubblicazione: 13 giugno 1969 - Etichetta: EMI - Formati: LP, MC, CD, download digitale                            | 9           | —           | —           | —           | —           | 2           | 74          | 43          | 14          | —           | —           | —           | —           | 153         | - FRA: Oro |
| 1969                                                                          | Ummagumma - Pubblicazione: 7 novembre 1969 - Etichetta: Harvest Records - Formati: LP, MC, CD, download digitale          | 5           | —           | —           | 78          | —           | 10          | 25          | 35          | 5           | —           | —           | —           | —           | 74          | - FRA: Oro - ITA: Oro - UK: Oro - US: Platino |
| 1970                                                                          | Atom Heart Mother - Pubblicazione: 2 ottobre 1970 - Etichetta: Harvest - Formati: LP, MC, CD, download digitale           | 1           | 30          | —           | 39          | —           | 4           | 8           | 5           | 5           | 13          | —           | —           | 81          | 55          | - AUT: Oro - FRA: Oro - GER: Oro - ITA: Platino - UK: Oro - US: Oro |
| 1971                                                                          | Meddle - Pubblicazione: 5 novembre 1971 - Etichetta: Harvest - Formati: LP, MC, CD, download digitale                     | 3           | 24          | 69          | 51          | 22          | 7           | 11          | 8           | 2           | —           | —           | —           | 76          | 70          | - FRA: Oro (2) - GER: Oro - ITA: Oro - UK: Oro - US: Platino (2) |
| 1972                                                                          | Obscured by Clouds - Pubblicazione: 3 giugno 1972 - Etichetta: Harvest - Formati: LP, MC, CD, download digitale           | 6           | 44          | —           | 32          | —           | 1           | 19          | 5           | 3           | —           | —           | —           | —           | 46          | - UK: Argento - US: Oro |
| 1973                                                                          | The Dark Side of the Moon - Pubblicazione: 1º marzo 1973 - Etichetta: Harvest - Formati: LP, MC, CD, download digitale    | 2           | 2           | 1           | 1           | 3           | 1           | 3           | 1           | 2           | 2           | 1           | 15          | 8           | 1           | - AUS: Platino (14) - AUT: Platino (2) - CAN: Diamante (2) - FRA: Platino (4) - GER: Platino (2) - ITA: Platino (7) - NZ: Platino (16) - UK: Platino (15) - US: Platino (15)                         |
| 1975                                                                          | Wish You Were Here - Pubblicazione: 12 settembre 1975 - Etichetta: Harvest - Formati: LP, MC, CD, download digitale       | 1           | 1           | 2           | 14          | 1           | 1           | 4           | 1           | 1           | 2           | 1           | 14          | 1           | 1           | - AUS: Platino (7) - AUT: Platino (2) - CAN: Platino (3) - FRA: Diamante - GER: Platino - ITA: Platino (3) - NZ: Platino (3) - UK: Platino (2) - US: Platino (6)                                     |
| 1977                                                                          | Animals - Pubblicazione: 21 gennaio 1977 - Etichetta: Harvest - Formati: LP, MC, CD, download digitale                    | 2           | 3           | 2           | 12          | 9           | 1           | 1           | 1           | 1           | 2           | 1           | 3           | 1           | 3           | - AUT: Oro - CAN: Platino (2) - FRA: Platino - GER: Platino - ITA: Platino - UK: Platino - US: Platino (4)                                                                                           |
| 1979                                                                          | The Wall - Pubblicazione: 30 novembre 1979 - Etichetta: Harvest - Formati: 2 LP, 2 MC, 2 CD, download digitale            | 3           | 1           | 1           | 1           | 4           | 1           | 1           | 1           | 1           | 1           | 1           | 1           | 1           | 1           | - AUS: Platino (11) - CAN: Diamante (2) - FRA: Diamante - GER: Platino (4) - ITA: Platino (5) - NLD: Platino - NZ: Platino (13) - SWI: Platino (2) - UK: Platino (3) - US: Platino (23)              |
| 1983                                                                          | The Final Cut - Pubblicazione: 21 marzo 1983 - Etichetta: Harvest - Formati: LP, MC, CD, download digitale                | 1           | 3           | 3           | 2           | 3           | 1           | 1           | 1           | 2           | 1           | 1           | 1           | 1           | 6           | - AUT: Oro - FRA: Oro - GER: Oro - ITA: Oro - NLD: Oro - UK: Argento - US: Platino (2) |
| 1987                                                                          | A Momentary Lapse of Reason - Pubblicazione: 7 settembre 1987 - Etichetta: EMI - Formati: LP, MC, CD, download digitale   | 3           | 2           | 3           | 5           | 5           | 4           | 2           | 4           | 2           | 2           | 1           | 3           | 2           | 3           | - AUT: Oro - CAN: Platino (3) - FRA: Platino - GER: Oro - ITA: Oro - NLD: Oro - SWI: Platino (2) - UK: Oro - US: Platino (4)                                                                         |
| 1994                                                                          | The Division Bell - Pubblicazione: 28 marzo 1994 - Etichetta: EMI - Formati: 2 LP, MC, CD, download digitale              | 1           | 1           | 1           | 1           | 2           | 1           | 1           | 1           | 1           | 1           | 1           | 1           | 1           | 1           | - AUS: Platino - AUT: Platino - CAN: Platino (4) - FIN: Oro - FRA: Platino (2) - GER: Oro (3) - ITA: Platino - NLD: Platino - NZ: Platino (4) - SWI: Platino (2) - UK: Platino (3) - US: Platino (3) |
| 2014                                                                          | The Endless River - Pubblicazione: 7 novembre 2014 - Etichetta: Parlophone - Formati: CD, CD+DVD, 2 LP, download digitale | 1           | 3           | 1           | 1           | 4           | 1           | 1           | 1           | 1           | 1           | 1           | 1           | 1           | 3           | - AUS: Platino - AUT: Oro - CAN: Platino - FRA: Platino (2) - GER: Oro (3) - ITA: Platino (4) - SWI: Platino - UK: Platino - US: Oro                                                                 |
| "—" indica una pubblicazione non classificata o non pubblicata in quel Paese. | |             |             |             |             |             |             |             |             |             |             |             |             |             |             | |

### Album dal vivo
| Anno                                                                          | Titolo | Classifiche | Classifiche | Classifiche | Classifiche | Classifiche | Classifiche | Classifiche | Classifiche | Classifiche | Classifiche | Classifiche | Classifiche | Classifiche | Classifiche | Certificazioni |
| Anno                                                                          | Titolo | UK          | AUS         | AUT         | CAN         | FIN         | FRA         | GER         | ITA         | NLD         | NOR         | NZ          | SWE         | SWI         | US          | Certificazioni |
| ----------------------------------------------------------------------------- | --- | ----------- | ----------- | ----------- | ----------- | ----------- | ----------- | ----------- | ----------- | ----------- | ----------- | ----------- | ----------- | ----------- | ----------- | --- |
| 1988                                                                          | Delicate Sound of Thunder - Pubblicazione: 22 novembre 1988 - Etichetta: EMI - Formati: 2 LP, 2 MC, 2 CD, download digitale                            | 11          | 4           | 15          | 7           | 15          | 10          | 9           | 2           | 20          | 2           | 4           | 14          | 4           | 11          | - AUT: Oro - CAN: Platino (2) - FRA: Oro (2) - GER: Oro - ITA: Oro - NLD: Oro - SWI: Platino - UK: Oro - US: Platino (3)                            |
| 1995                                                                          | Pulse - Pubblicazione: 6 giugno 1995 - Etichetta: EMI - Formati: 4 LP, 2 MC, 2 CD, download digitale                                                   | 1           | 1           | 1           | 1           | 1           | 3           | 1           | 1           | 1           | 1           | 1           | 2           | 1           | 1           | - AUS: Platino - AUT: Platino - CAN: Platino (3) - FRA: Platino - GER: Platino - ITA: Oro - NLD: Oro - SWI: Platino - UK: Platino - US: Platino (2) |
| 2000                                                                          | Is There Anybody Out There? The Wall Live 1980-81 - Pubblicazione: 23 marzo 2000 - Etichetta: EMI - Formati: 2 CD, 2 MC, download digitale             | 15          | —           | 3           | 4           | —           | 8           | 3           | 2           | 4           | 2           | 4           | 50          | 3           | 19          | - UK: Oro - US: Platino |
| 2021                                                                          | Live at Knebworth 1990 - Pubblicazione: 30 aprile 2021 - Etichetta: Pink Floyd Records - Formati: CD, 2 LP, download digitale                          | 8           | 36          | 8           | —           | 35          | 23          | 9           | 4           | 6           | 13          | —           | 60          | 6           | 100         | |
| 2023                                                                          | The Dark Side of the Moon - Live at Wembley 1974 - Pubblicazione: 24 Marzo 2023 - Etichetta: Pink Floyd Records - Formati: CD, 2 LP, download digitale | 4           | —           | —           | 59          |             | 12          | —           |             | 4           |             | —           |             | —           | 49          | |
| 2025                                                                          | Pink Floyd at Pompeii – MCMLXXII - Pubblicazione: 2 Maggio 2025 - Etichetta: Pink Floyd Records - Formati: CD, 2 LP, download digitale                 |             |             |             |             |             |             |             |             |             |             |             |             |             |             | |
| "—" indica una pubblicazione non classificata o non pubblicata in quel Paese. | |             |             |             |             |             |             |             |             |             |             |             |             |             |             | |

### Raccolte
| Anno                                                                          | Titolo                                                                                          | Classifiche | Classifiche | Classifiche | Classifiche | Classifiche | Classifiche | Classifiche | Classifiche | Classifiche | Classifiche | Classifiche | Classifiche | Classifiche | Classifiche | Certificazioni |
| Anno                                                                          | Titolo                                                                                          | UK          | AUS         | AUT         | CAN         | FIN         | FRA         | GER         | ITA         | NLD         | NOR         | NZ          | SWE         | SWI         | US          | Certificazioni |
| ----------------------------------------------------------------------------- | ----------------------------------------------------------------------------------------------- | ----------- | ----------- | ----------- | ----------- | ----------- | ----------- | ----------- | ----------- | ----------- | ----------- | ----------- | ----------- | ----------- | ----------- | --- |
| 1970                                                                          | The Best of the Pink Floyd - Pubblicazione: 1970 (Paesi Bassi) - Etichetta: EMI                 | —           | —           | —           | —           | —           | —           | —           | —           | —           | —           | —           | —           | —           | —           | |
| 1971                                                                          | Relics - Pubblicazione: 14 maggio 1971 - Etichetta: EMI                                         | 32          | 29          | —           | 65          | —           | —           | —           | 76          | —           | —           | —           | —           | —           | 152         | - UK: Oro |
| 1973                                                                          | A Nice Pair - Pubblicazione: 5 dicembre 1973 - Etichetta: EMI                                   | 21          | —           | —           | —           | —           | 17          | —           | 10          | —           | 8           | —           | —           | —           | 36          | - FRA: Oro - UK: Oro - US: Oro |
| 1981                                                                          | A Collection of Great Dance Songs - Pubblicazione: 23 novembre 1981 - Etichetta: EMI            | 37          | —           | 18          | 22          | —           | —           | 36          | —           | 6           | 5           | 5           | —           | —           | 31          | - AUT: Oro - UK: Oro - US: Platino (2) |
| 1983                                                                          | Works - Pubblicazione: 18 giugno 1983 - Etichetta: EMI                                          | —           | 64          | —           | —           | —           | —           | —           | —           | —           | —           | —           | —           | —           | 68          | |
| 1997                                                                          | 1967: The First Three Singles - Pubblicazione: 4 agosto 1997 - Etichetta: EMI                   | —           | —           | —           | —           | —           | —           | —           | —           | —           | —           | —           | —           | —           | —           | |
| 2001                                                                          | Echoes: The Best of Pink Floyd - Pubblicazione: 5 novembre 2001 - Etichetta: EMI                | 2           | 4           | 2           | 2           | 16          | 2           | 1           | 1           | 3           | 2           | 1           | 3           | 3           | 2           | - AUS: Platino - CAN: Platino (6) - FRA: Platino - GER: Oro - ITA: Oro - NZ: Platino (3) - SWI: Platino - UK: Platino (3) - US: Platino (4) |
| 2011                                                                          | A Foot in the Door: The Best of Pink Floyd - Pubblicazione: 7 novembre 2011 - Etichetta: EMI    | 14          | 15          | 25          | 22          | —           | 28          | 36          | 4           | 21          | 4           | 8           | 7           | 23          | 50          | - AUS: Oro - FRA: Oro - ITA: Platino (2) - UK: Platino                                                                                      |
| 2016                                                                          | Cre/ation - The Early Years 1967-1972 - Pubblicazione: 11 novembre 2016 - Etichetta: Parlophone | 19          | 47          | 29          | 38          | —           | 21          | 20          | 13          | 22          | —           | —           | —           | 24          | 103         | |
| 2019                                                                          | The Later Years - Pubblicazione: 29 novembre 2019 - Etichetta: Parlophone                       | —           | —           | —           | —           | —           | —           | —           | —           | —           | —           | —           | —           | —           | —           | |
| "—" indica una pubblicazione non classificata o non pubblicata in quel Paese. |                                                                                                 |             |             |             |             |             |             |             |             |             |             |             |             |             |             | |

## Cofanetti
| Anno                                                                          | Titolo | Classifiche | Classifiche | Classifiche | Classifiche | Classifiche | Classifiche | Classifiche | Classifiche | Classifiche | Classifiche | Classifiche | Certificazioni               |
| Anno                                                                          | Titolo | UK          | AUS         | AUT         | FIN         | FRA         | GER         | ITA         | NLD         | SWE         | SWI         | US          | Certificazioni               |
| ----------------------------------------------------------------------------- | --- | ----------- | ----------- | ----------- | ----------- | ----------- | ----------- | ----------- | ----------- | ----------- | ----------- | ----------- | ---------------------------- |
| 1988                                                                          | The Box 1975-1988 - Pubblicazione: 1988 (Australia) - Etichetta: EMI                                           | —           | 32          | —           | —           | —           | —           | —           | —           | —           | —           | —           |                              |
| 1992                                                                          | Shine On - Pubblicazione: 24 novembre 1992 - Etichetta: EMI                                                    | —           | —           | —           | —           | —           | —           | —           | —           | —           | —           | —           | - CAN: Platino - US: Platino |
| 2007                                                                          | Oh, by the Way - Pubblicazione: 10 dicembre 2007 - Etichetta: EMI                                              | —           | —           | —           | —           | —           | —           | —           | —           | —           | —           | —           |                              |
| 2011                                                                          | Discovery - Pubblicazione: 26 settembre 2011 - Etichetta: EMI                                                  | 112         | —           | 61          | 42          | 55          | 9           | 38          | 57          | 43          | 24          | 175         |                              |
| 2016                                                                          | The Early Years 1965-1972 - Pubblicazione: 11 novembre 2016 - Etichetta: Pink Floyd Records, Legacy Recordings | —           | —           | —           | —           | 52          | 61          | 27          | —           | —           | —           | —           |                              |
| 2019                                                                          | The Later Years 1987-2019 - Pubblicazione: 13 dicembre 2019 - Etichetta: Pink Floyd Records, Legacy Recordings | —           | —           | —           | —           | —           | —           | —           | —           | —           | —           | —           |                              |
| "—" indica una pubblicazione non classificata o non pubblicata in quel Paese. | |             |             |             |             |             |             |             |             |             |             |             |                              |

## Extended play
| Anno | Titolo                                                                                       |
| ---- | -------------------------------------------------------------------------------------------- |
| 1995 | London '66-'67 - Pubblicazione: 19 settembre 1995 - Etichetta: See for Miles Records, Kscope |
| 2015 | 1965: Their First Recordings - Pubblicazione: 27 novembre 2015 - Etichetta: Parlophone       |

## Singoli
| Anno | Titolo                                            | Classifiche | Classifiche | Classifiche | Album di provenienza           |
| Anno | Titolo                                            | UK          | USA         | USA Main.   | Album di provenienza           |
| ---- | ------------------------------------------------- | ----------- | ----------- | ----------- | ------------------------------ |
| 1967 | Arnold Layne/Candy and a Currant Bun              | 20          | —           | —           | /                              |
| 1967 | See Emily Play/The Scarecrow                      | 6           | —           | —           | /                              |
| 1967 | Flaming/The Gnome                                 | —           | —           | —           | The Piper at the Gates of Dawn |
| 1967 | Apples and Oranges/Paint Box                      | —           | —           | —           | /                              |
| 1968 | It Would Be So Nice/Julia Dream                   | —           | —           | —           | /                              |
| 1968 | Let There Be More Light/Remember a Day            | —           | —           | —           | A Saucerful of Secrets         |
| 1968 | Point Me at the Sky/Careful with That Axe, Eugene | —           | —           | —           | /                              |
| 1969 | The Nile Song                                     | —           | —           | —           | More                           |
| 1971 | One of These Days                                 | —           | —           | —           | Meddle                         |
| 1972 | Free Four                                         | —           | —           | —           | Obscured by Clouds             |
| 1973 | Money/Any Colour You Like                         | —           | 13          | 37          | The Dark Side of the Moon      |
| 1973 | Time/Us and Them                                  | —           | —           | 34          | The Dark Side of the Moon      |
| 1975 | Have a Cigar                                      | —           | —           | —           | Wish You Were Here             |
| 1979 | Another Brick in the Wall Part 2                  | 1           | 1           | —           | The Wall                       |
| 1980 | Run Like Hell/Don't Leave Me Now                  | —           | 53          | —           | The Wall                       |
| 1980 | Comfortably Numb                                  | —           | —           | 24          | The Wall                       |
| 1982 | The Wall: Music from the Film                     | 39          | —           | —           | /                              |
| 1983 | Not Now John                                      | 30          | —           | 7           | The Final Cut                  |
| 1987 | Learning to Fly                                   | —           | 70          | 1           | A Momentary Lapse of Reason    |
| 1987 | On the Turning Away                               | 55          | —           | 1           | A Momentary Lapse of Reason    |
| 1988 | One Slip                                          | 50          | —           | 5           | A Momentary Lapse of Reason    |
| 1994 | Take It Back                                      | 23          | 73          | 4           | The Division Bell              |
| 1994 | High Hopes                                        | 26          | —           | 7           | The Division Bell              |
| 1994 | Keep Talking                                      | 26          | —           | 1           | The Division Bell              |
| 1995 | Wish You Were Here (Live)                         | —           | —           | —           | Pulse                          |
| 2014 | Louder Than Words                                 | —           | —           | —           | The Endless River              |
| 2017 | Interstellar Overdrive                            | —           | —           | —           | The Piper at the Gates of Dawn |
| 2022 | Hey Hey Rise Up (feat. Andriy Khlyvnyuk)          | 49          | —           | —           | /                              |

## Colonne sonore
| Anno | Titolo                              | Note |
| ---- | ----------------------------------- | --- |
| 1968 | Tonite Lets All Make Love in London | Colonna sonora dell'omonimo documentario di Peter Whitehead. LP pubblicato per la prima volta il 18 luglio 1968, e successivamente riedito nel corso degli anni, anche con titoli diversi, come ad esempio London '66-'67. |
| 1968 | The Committee                       | Colonna sonora del film The Committee di Peter Sykes. Non è mai stato pubblicato un album, ma solo alcuni bootleg. |
| 1969 | More                                | Colonna sonora del film More - Di più, ancora di più di Barbet Schroeder. |
| 1970 | Zabriskie Point                     | Colonna sonora dell'omonimo film di Michelangelo Antonioni. LP pubblicato nel marzo 1970; il CD nell'aprile 1990, e riedito nel 1997 come doppio CD con materiale inedito.                                                 |
| 1972 | Obscured by Clouds                  | L'album raccoglie la colonna sonora del film La Vallée di Barbet Schroeder. |

## Videografia
| Anno | Titolo                                                               | Note |
| ---- | -------------------------------------------------------------------- | --- |
| 1972 | Pink Floyd: Live at Pompeii                                          | Video del concerto eseguito nell'anfiteatro di Pompei in assenza del pubblico, con la sola presenza dello staff tecnico.                         |
| 1982 | Pink Floyd The Wall                                                  | Trasposizione cinematografica del concept album The Wall.                                                                                        |
| 1989 | Delicate Sound of Thunder                                            | Video del concerto tratto dal tour di A Momentary Lapse of Reason.                                                                               |
| 1992 | La Carrera Panamericana                                              | Film documentario diretto da Ian McArthur. |
| 1995 | Pulse                                                                | Video del concerto tenutosi il 20 ottobre 1994 all'Earls Court Exhibition Centre di Londra, durante il tour di The Division Bell.                |
| 2001 | The Pink Floyd and Syd Barrett Story                                 | Documentario diretto da John Edginton. |
| 2003 | Classic Albums: Pink Floyd - The Making of The Dark Side of the Moon | Documentario musicale diretto da Matthew Longfellow, nel quale è narrato il "dietro le quinte" della realizzazione di The Dark Side of the Moon. |
| 2012 | The Story of Wish You Were Here                                      | Documentario musicale incentrato sulla realizzazione di Wish You Were Here.                                                                      |

## Brani non pubblicati
- A
  - Alan's Blues (1969): brano strumentale originariamente pensato per l'album Zabriskie Point e poi scartato.
  - Almost Gone (1979): brano strumentale la cui registrazione è presente sui bootleg Little Black Book With My Poems In e Kabe. Si compone della parte musicale suonata tra Another Brick in the Wall Part III e Goodbye Cruel World. Un identico brano, intitolato The Last Few Bricks, è stato inserito nell'album dal vivo Is There Anybody Out There? The Wall Live 1980-81 (2000).
  - The Amazing Pudding: prima versione strumentale di Atom Heart Mother, eseguita dal vivo nei primi mesi del 1970.
- B
  - Baby Blue Shuffle in D Major: questo pezzo strumentale venne suonato ai Maida Vale Studios il 2 dicembre 1968 ed è la prima versione di The Narrow Way Part 1.
  - Beechwood (1967): pubblicato sul bootleg The Lost Chronicles.
  - Behold the Temple of Light (1969): strumentale eseguita dal vivo presente nel bootleg The Man and The Journey.
  - Blues Improvisation (1971): brano suonato per la prima volta il 23 settembre 1971 a Copenaghen, Danimarca. Edita sui bootleg Copenaghen e Live in Denmark.
  - Blues in the Wind (1970): brano strumentale eseguito dal vivo.
- C
  - Corrosion (1970): parte di The Violent Sequence, un brano strumentale originariamente pensato per l'album Zabriskie Point e poi scartato. Inserito nei bootleg Circus Days e Paradox.
- D
  - Drift Away Blues (1977): brano strumentale improvvisato dal vivo dai Pink Floyd, edito su alcuni bootleg.
- E
  - Experiment/Sunshine (1967): brano eseguito durante le sessioni di registrazione dell'album The Piper at the Gates of Dawn, ma mai pubblicato.
- F
  - Fingals Cave (1967): brano pensato per l'album Zabriskie Point, ma poi scartato. Pubblicato su vari bootleg, come ad esempio Ahcid Atthak!, The Midas Touch e Omay Yad.
- H
  - Hollywood (1969): brano strumentale composto per essere inserito nell'album More, ma poi scartato.
- J
  - Just Another Twelve Bar (1970): brano strumentale eseguito dal vivo.
- K
  - Keep Smiling People (1968): versione originaria di Careful with That Axe, Eugene. È stato eseguito dal gruppo il 23 maggio 1968 ad Amsterdam; successivamente venne pubblicato su alcuni bootleg: Live in Amsterdam, With/Without, The Live Pink Floyd - Fantasio Club Amsterdam 1.9.68.
- L
  - The Labyrinths of Auximines (1968): strumentale eseguita dal vivo presente nel bootleg The Man and The Journey.
- M
  - Merry X-Mas Song (1975): brano eseguito da Mason e Wright nel 1975, in occasione di uno show televisivo natalizio. Pubblicato sul bootleg Survivor.
  - Millionaire (1967): pensato per essere pubblicato come singolo, il brano non venne mai edito.
  - Moonhead (1969): il brano, interamente strumentale, fu utilizzando come sottofondo del programma della BBC dedicato allo sbarco sulla Luna, il 20 luglio 1969. È stato pubblicato sui bootleg With/Without e Wavelenghts.
  - More Blues (1970): brano strumentale eseguito dal vivo.
  - The Mortality Sequence (1972): questo pezzo strumentale venne suonato durante le prime esecuzioni di The Dark Side of the Moon, tra le canzoni Time/Breathe (reprise) e Money. Negli anni successivi fu aggiunta la voce di Clare Torry, e divenne The Great Gig in the Sky.
  - Murderistic Woman (1968): una delle prime versioni di Careful with That Axe, Eugene; suonato ai Piccadilly Studios il 25 giugno 1968 è interamente strumentale e della durata di 2:20.
- O
  - One in a Million/Rush in a Million/Brush Your Window (1967): inedito la cui composizione (musica e testi) è attribuita a Roger Waters. Venne eseguita per la prima volta in pubblico il 13 settembre 1967 a Copenaghen.
  - Oneone (1969): brano pensato inizialmente per essere inserito nell'album Zabriskie Point, ma poi venne scartato. Una registrazione fatta a Chicago il 27 ottobre 1971 è presente sui bootleg Ahcid Atthak! e Omay Yad.
  - Opening Tune (1967): brano suonato all'inizio di alcuni concerti della band, è presente nei bootleg Mystery Tracks e With/Without in una registrazione del 13 settembre 1967 a Copenaghen.
  - Overture (1982): il brano fu composto da Roger Waters, e venne pensato per essere inserita nel film Pink Floyd The Wall; non venne però incluso, non venendo nemmeno registrato.
- P
  - Pink Blues (1971): brano ascoltabile solamente su alcuni bootleg, come Circus Days, Paradox e Enclave. La versione presente sui primi due è stata registrata il 26 febbraio 1971 a Offenbach (Germania).
  - The Pink Jungle (1969): brano strumentale eseguito dal vivo simile a Pow R. Toc H. da The Piper at the Gates of Dawn, oppure in altri concerti un'unica strumentale simile a Nick's Boogie. È presente nel bootleg The Man and The Journey che inizialmente doveva uscire come album dal vivo, idea che poi fu scartata in favore di Ummagumma.
- R
  - Rain in the Country/Country Rain (1969): come Oneone, fu inizialmente pensato per Zabriskie Point. È presente sui bootleg Ahcid Atthak, The Midas Touch, Omay Yad e Tower Of Babel.
  - Raving and Drooling (1974): questo brano venne eseguito con regolarità durante i concerti dei Pink Floyd del 1975, ma non venne mai pubblicato ufficialmente. Nel 1977 venne riscritto e pubblicato in Animals con il titolo Sheep.
  - Reaction in G (1967): brano eseguito per la prima volta a Londra il 28 luglio 1967, e poi registrato per il programma Top Gear della BBC. Presente in vari bootleg.
  - The Red Queen Theme (1969): brano originariamente pensato per l'album Zabriskie Point e poi scartato.
- S
  - Scream Thy Last Scream (Old Woman with a Casket) (1967): come Millionaire, anche questo brano fu pensato come singolo ma non venne mai pubblicato ufficialmente. Due versioni, una del 13 settembre 1967 e una dell'11 febbraio 1968, vennero inserite in vari bootleg.
  - Seabirds (1969): brano che avrebbe dovuto far parte di Soundtrack from the Film More, è presente nel film More ma non nell'album ufficiale.
  - Sleeping (1969): suite strumentale eseguita dal vivo che ricorda il brano Quicksilver dall'album Soundtrack from the Film More.
  - Stoned Alone/Stoned Again/I Get Stoned (1966): quello che potrebbe essere il primo brano scritto da Syd Barrett per i Pink Floyd, venne registrato allo Starclub di Copenaghen il 13 settembre 1967 e poi inserito nel bootleg Stoned Alone. Successivamente il brano cambiò in Let's Roll Another One ed infine nel definitivo titolo Candy and a Currant Bun.
- T
  - Take Off (1969): brano strumentale originariamente pensato per l'album Zabriskie Point e poi scartato.
- U
  - Untitled Instrumental (1971): brano originariamente pensato per l'album Obscured by Clouds e poi scartato.
- V
  - The Violent Sequence (1970): brano strumentale pensato per Zabriskie Point ma mai utilizzato. Venne eseguito dal vivo per la prima volta l'11 febbraio 1970; è presente nel bootleg Violence in Birmingham.
- W
  - Work (1969): brano strumentale eseguito dal vivo e presente nel bootleg The Man and The Journey.
- Y
  - You Gotta Be Crazy (1974): brano mai pubblicato ma eseguito esclusivamente dal vivo. Nel 1977 fu riscritto e intitolato Dogs, e venne inserito nell'album Animals.